# MIMD
MIMD é um acronimo de Multiple Instruction Multiple Data. É um tipo de arquitectura de computação conjugada. Consiste em CPUs diferentes que executam programas iguais compartilhando memória comum e cálculos coincidentes, cada processador tem acesso a memória compartilhada através do barramento lógico.